# Distrito electoral de Vienna n.º 3
Vienna No. 3 (en inglés: Vienna No. 3 Precinct) es un distrito electoral ubicado en el condado de Johnson en el estado estadounidense de Illinois. En el Censo de 2010 tenía una población de 707 habitantes y una densidad poblacional de 35,45 personas por km².

## Geografía
Vienna n.º 3 se encuentra ubicado en las coordenadas 37°23′52″N 88°54′21″O / 37.39778, -88.90583. Según la Oficina del Censo de los Estados Unidos, Vienna n.º 3 tiene una superficie total de 19.95 km², de la cual 19.73 km² corresponden a tierra firme y (1.09%) 0.22 km² es agua.

## Demografía
Según el censo de 2010, había 707 personas residiendo en Vienna n.º 3. La densidad de población era de 35,45 hab./km². De los 707 habitantes, Vienna n.º 3 estaba compuesto por el 95.47% blancos, el 0.71% eran afroamericanos, el 0.14% eran amerindios, el 0.42% eran asiáticos, el 0% eran isleños del Pacífico, el 2.55% eran de otras razas y el 0.71% pertenecían a dos o más razas. Del total de la población el 5.37% eran hispanos o latinos de cualquier raza.